# Ангел Каралийчев
Ангел Иванов Каралийчев е български писател и преводач, известен със своите разкази и книги за деца. Работи като редактор и сътрудник в няколко периодични издания и издателства. Пише разкази, пътеписи и приказки, преразказва български и чуждестранни приказки и легенди.

## Биография
Ангел Иванов Каралийчев е роден на 21 август 1902 година в търновското село Стражица. Писателската му дейност започва, когато е на 17 години – в сп. „Ученическа мисъл“ (Русе) помества стихотворението си „Орелът“. Работи известно време в общината в Стражица. Следва химия в Софийския университет. Дипломира се в Свободния университет, (днес УНСС), през 1928 година, където завършва дипломация.
Първата му книга – революционната поема „Мауна лоа“ излиза през 1923 г., на следващата година – сборникът му с разкази „Ръж“, а през 1925 г. е издадена и първата му детска книга – „Мечо“. Работи като редактор във в. „Кооперативна просвета“ (1932 – 1944), изд. „Народна младеж“ (1947 – 1952), в. „Литературен фронт“ (1952 – 1953), изд. „Български писател“ (1952 – 1969). Сътрудничи на списанията „Нов път“, „Червен смях“, „Чернозем“ и др. След известния разрив на „новопътци“ с Георги Бакалов от 1925 г. публикува в сп. „Златорог“ на Владимир Василев, „Българска мисъл“, „Венец“, „Детска радост“, „Светулка“, „Кооперативна просвета“ и др.
Пише разкази, пътеписи, приказки, както и авторизирани приказки и легенди от българския и чуждестранния фолклор. Автор е на книгите с разкази „Ръж“ (1924), „Жълтици“ (1925), „Имане“ (1927), „Сребърна ръкойка“ (1935), както и на 15 книги за деца и юноши: „Приказен свят“ (1929), „Ането“ (1938), „Тошко Африкански“ (1940), „Житената питка“ (1948) и др.
Умира на 14 декември 1972 г. в София.
Повече от четиридесет години пише разкази, приказки и повести за деца. Една от най-обичаните му книги е „Приказен свят“. За нея през 1974 г. посмъртно му е присъдена Почетна грамота на името на Андерсен и е вписан в почетната книга „Х. Кр. Андерсен“ от Международния съвет за детско-юношеска литература (IBBY).
По мотиви от разказа на Ангел Каралийчев „Слепият гъдулар“ е сценарият на  телевизионния филм „Чуй звездите“.

## Памет
На Ангел Каралийчев е наречена улица в квартал „Витоша“ в София (Карта).

## Произведения
- Мауна лоа (1923; поема)
- Крали Марко по народните песни (1925; 1930)
- Ръж (1924; разкази)
- Мечо (1925; разкази)
- Жълтици (1925; малки разкази)
- Имане (1927; разкази)
- Крилатият юнак (1927; приказка)
- Чудната свирка (1927; приказка)
- Богородична сълза (1928; приказки)
- Цар Иван Шишман (1928)
- Приказен свят (1929; 1930, 1933; 1943; 1954; 1960; 1969; 1972; 1982; 1985)
- Смъртта на хан Крума (1929)
- Честит човек (1929; приказки)
- Край огнището (1929; 1936; народни приказки)
- Мравешка история (1931; 1945; малки разкази)
- Дядовата броеница (1932; 1940; народни приказки)
- Кошер. Стихове и разкази за малките спестовници (1932)
- Лъжовен свят (1932, 1941, 1943, 1946; разкази)
- Чудната птичка. Четири народни приказки (1932)
- Бързоходната княгиня. Естонска приказка (1933)
- Жълтите птички (1933)
- Месечината и дяволът (1933)
- Пророческият сън (1933)
- Аз съм книга хубавица за най-мирните дечица (1935)
- Сребърна ръкойка. Пътеписи. Настроения. Разкази (1935)
- Ането (1938; 1966; 1976; 1985; 1999; повест)
- Вихрушка (1938; разкази и легенди)
- Крилата помощ (1938) – първата радиопиеса, излъчена в България по Варненското радио на 26 декември 1938 г. (съвместно с Матвей Вълев)[3]
- Ято (1938)
- Земята на българите (1939; 1942; пътеписи)
- Исторически разкази. Легенди, сказания, откъси от миналото на българския народ (1939)
- Старопланинските бунтовници (1939)
- Тошко Африкански (1940; 1945; 1948; 1953; 1970; 1985; 1999)
- Птичка от глина (1941; разкази и пътеписи)
- Русенският каменен мост (1941; 1943; 1945; разкази)
- Българчета (1942; разкази и приказки за деца)
- Кладенче (1943)
- Книга за малките българчета (1943)
- Надежда (1944; разкази)
- Весели премеждия (1945; стихове)
- Двете маймунчета. Весели картинки и приказки (1945)
- Великанът и ламята (1946, приказка)
- Соколова нива (1946; разкази)
- Български народни приказки (1948; 1952; 1954; 1956; 1957; 1958; 1960; 1965; 1971; 1974; 1975; 1985; 1988)
- Житената питка (1948; 1960; 1965; 1973; 1974; 1988)
- Крали Марко освобождава три синджира роби (1948)
- Най-хубавата земя (1948; 1950; 1953; 1957; 1954; разкази и приказки)
- Мъничкият Мук. Източна приказка (1949)
- Народен закрилник (1949; 1950; 1954; разкази)
- Който не работи, не трябва да яде (1950; 1955; приказка)
- Строители на републиката (1950; избрани разкази)
- Бялото гълъбче (1951)
- Рожен (1951; пиеска в две картини)
- Разкази и приказки (1952)
- Малкият орач (1953; 1961; 1970; народна приказка)
- Приказка за житните зърна (1953)
- Братче и сестриче (1954)
- Наковалня или чук (1954; 1958; 1963; 1971; 1972; разкази и очерци за Георги Димитров)
- Тримата братя и златната ябълка (1954; 1980)
- Пътища далечни (1954; очерци и пътни бележки)
- Гладният вълк. Глупавата мечка (1956; народни приказки)
- Избрани произведения (1956)
- Самотната елхица (1956; приказка)
- Лъв без опашка (1958; приказка)
- Трите патенца (1958; приказка)
- Топла ръкавичка (1959; 1965; 1972; 1975; приказки и разкази)
- Безценното камъче (1960; 1968; 1970; приказка)
- Гостенчета крилати (1960; 1964; народни приказки от разни страни)
- Пух-пах (1960; народна приказка)
- Тримата юнаци (1960; приказка)
- Избрани произведения в 3 тома (1962 – 1963)
- Майстор на майсторите (1963; народна приказка)
- Подрумчета (1963; сборник мъдрости, афоризми, спомени, случки и импресии)
- Юначният заек и вълчицата. Непослушните деца (1964)
- Локомотивът на историята (1965; разкази и очерци)
- Най-скъпият подарък (1965; 1973; разкази и приказки)
- Майчина сълза. Житената питка. Лъв без опашка (1966; 1975; 1985; приказки)
- Спомени. Из моя дневник. В широката съветска земя. Писатели. Капка мастило (1966; 1971)
- Имало едно време (1968; 1985; народни приказки)
- Безценно камъче. Юначният заек и вълчицата. Непослушните деца (1970)
- Малкият орач (1970)
- Най-старата приказка на света (1970)
- Избрани произведения в 2 тома (1972)
- Бялото агънце. Малкият скъперник (1975)
- Лъв без опашка (1975; приказка)
- Камбаната на свободата (1976, легенди и предания)
- Дядо Божиловата надежда (1976)
- Дарените години (1976)
- Патаран и Цървулан (1976)
- 1877 (1977, исторически разказ)
- Торбата с лъжите (1977)
- Един за друг (1977, исторически разказ)
- Торбата с жълтиците (1980)
- Най-тежкото имане (1980)
- Юначното петле (1986, приказка)
- Камбаната на свободата (1989, легенди и предания)